# Melanolophia subatrata
Melanolophia subatrata là một loài bướm đêm trong họ Geometridae.